# T. Rex (álbum)
T. Rex es el quinto álbum de estudio de la banda británica de rock T. Rex, que se convirtió en la primera producción del grupo lanzado bajo ese nuevo nombre. Se publicó en diciembre de 1970 por Fly Records para Europa y por Reprise Records para los Estados Unidos. El álbum definió por completo el sonido que Marc Bolan estaba buscando desde Unicorn, que a su vez inició un período de más tres años en lo máximo de las listas de popularidad en el Reino Unido. A pesar de contener material mayoritariamente nuevo, Bolan incluyó canciones de su etapa con John's Children («The Wizard») y su etapa folk con Steve Peregrin Took como el sencillo «On Inch Rock». Como dato, este es el primer trabajo en que participan los músicos Howard Kaylan y Mark Volman, aportando coros y voces adicionales.

## Recepción comercial
Una vez que se publicó llegó hasta la séptima posición en el UK Albums Chart del Reino Unido, en donde se mantuvo por veintitrés semanas. Sin embargo, esta información posee ciertas discrepancias con el libro The Guinness Book of British Hit Albums, ya que la máxima posición conseguida ocurrió en medio de la huelga de trabajadores postales del Reino Unido en 1971, en donde ningún álbum se emitió. Según los autores del libro, la Official Charts Company —encargados del UK Albums Chart— empleó los datos de la revista Melody Maker entre febrero y abril de 1971 para posicionar al disco en la séptima posición. Por su parte, The Guiness Book of British Hit Albums no reconoce a ningún disco en las semanas que duró el paro y, por ende posicionó a T. Rex en el lugar 13, que fue último lugar que consiguió antes de iniciarse la huelga. Por otro lado, fue la primera producción de la banda en ingresar en el Billboard 200 de los Estados Unidos en el puesto 188.
Para promocionarlo, antes de su lanzamiento oficial, se puso a la venta el sencillo «Ride a White Swan» que logró el puesto 2 en los UK Singles Chart. Cabe señalar que esta canción fue incluida en el disco solo para el mercado estadounidense junto con una versión nueva de «The Children of Rarn».

## Lista de canciones
Todas las canciones escritas por Marc Bolan.

| N.º | Título                    | Duración |  |
| 1.  | «The Children of Rarn»    | 0:53     |  |
| 2.  | «Jewel»                   | 2:46     |  |
| 3.  | «The Visit»               | 1:55     |  |
| 4.  | «Childe»                  | 1:41     |  |
| 5.  | «The Time of Love is Now» | 2:42     |  |
| 6.  | «Diamond Meadows»         | 1:58     |  |
| 7.  | «Root of Star»            | 2:31     |  |
| 8.  | «Beltane Walk»            | 2:38     |  |
| 9.  | «Is It Love?»             | 2:34     |  |
| 10. | «On Inch Rock»            | 2:28     |  |
| 11. | «Summer Deep»             | 1:43     |  |
| 12. | «Seagull Woman»           | 2:18     |  |
| 13. | «Suneye»                  | 2:06     |  |
| 14. | «The Wizard»              | 8:50     |  |

| Pistas adicionales solo para Estados Unidos |                        |          |  |
| N.º                                         | Título                 | Duración |  |
| 15.                                         | «The Children of Rarn» | 0:36     |  |
| 16.                                         | «Ride a White Swan»    | 2:15     |  |

## Músicos
- Marc Bolan: voz y guitarra eléctrica
- Mickey Finn: bajo, batería, bongó y pixifono

Músicos invitados
- Howard Kaylan y Mark Volman: coros y voces adicionales
- Tony Visconti: piano